# Marco Völler
Marco Völler (Offenbach am Main, 6 gennaio 1989) è un dirigente sportivo e cestista tedesco.

## Biografia
È il figlio dell'ex calciatore Rudi Völler.